# Ковальков, Виктор Васильевич
Виктор Васильевич Ковальков (17 июня 1927, Усолье, Иркутская область — 12 августа 2011, Ангарск, Иркутская область) — передовик производства, слесарь Ангарского электролизного химического комбината. Участник атомного проекта. Герой Социалистического Труда (1971).

## Биография
Родился 17 июня 1927 года в городе Усолье-Сибирское Иркутской области. В 1937 году вместе со семьёй переехал в Иркутск.
В 1943 году окончил семилетнюю школу, после чего ушёл добровольцем в Красную Армию. Во время службы на Тихоокеанском флоте окончил электромеханическую школу. В 1944—1945 годах участвовал в сражениях на Балтийском море. После увольнения в запас в 1950 году возвратился в Иркутск, где устроился на работу в трест «Востсибнефтегеология».
С 1960 года работал на Ангарском электоролизном химическом комбинате Министерства среднего машиностроения СССР. Участник атомного проекта.
Освоив на комбинате различные рабочие специальности, стал мастером широкого профиля. Внедрил несколько рационализаторских предложений. В результате чего увеличилась производительность труда. Ежегодно выполнял план на 115—120 %. За выдающиеся достижения при выполнении планов 8-й пятилетки (1966—1970) был удостоен в 1971 году звания Героя Социалистического Труда.
Скончался 12 августа 2011 года в городе Ангарске Иркутской области.

## Награды
- Герой Социалистического Труда — указом Президиума Верховного Совета СССР от 26 апреля 1971 года
- Орден Ленина (1971)
- Орден Отечественной войны 2 степени (1985)
- Памятная медаль «За заслуги перед городом», Ангарск, 2011